# San Manuel, Tabasco
San Manuel är en ort i Mexiko.   Den ligger i kommunen Tacotalpa och delstaten Tabasco, i den sydöstra delen av landet, 700 km öster om huvudstaden Mexico City. San Manuel ligger 36 meter över havet och antalet invånare är 130.
Terrängen runt San Manuel är varierad. Runt San Manuel är det ganska tätbefolkat, med 56 invånare per kvadratkilometer. Närmaste större samhälle är Tacotalpa, 12,7 km nordväst om San Manuel. I omgivningarna runt San Manuel växer i huvudsak städsegrön lövskog.